# Даніель Бротен
Даніел Бротен (норв. Daniel Braaten, нар. 25 травня 1982, Осло) — норвезький футболіст, фланговий нападник клубу «Волеренга».
Провів понад 50 ігор за національну збірну Норвегії. Дворазовий чемпіон Норвегії.

## Клубна кар'єра
Народився 1982 року в норвезькому Осло в родині вихідців з Нігерії. У дорослому футболі дебютував 2000 року виступами за команду клубу «Скейд» з другого за силою норвезького дивізіону, в якій провів п'ять сезонів, взявши участь у 101 матчі чемпіонату.  Більшість часу, проведеного у складі «Скейда», був основним гравцем атакувальної ланки команди.
Своєю грою за цю команду привернув увагу представників тренерського штабу клубу «Русенборг», до складу якого приєднався 2004 року. Відіграв за команду з Тронгейма наступні чотири сезони своєї ігрової кар'єри. Граючи у складі «Русенборга» також здебільшого виходив на поле в основному складі команди. За цей час двічі виборював титул чемпіона Норвегії.
Сезон 2007/08 років провів в англійській Прем'єр-лізі, де захищав кольори команди клубу «Болтон Вондерерз». Проте в англійській команді не став гравцем основного складу. провівши за рік в усіх турнірах лише 9 ігор.
Влітку 2008 року уклав трирічний контракт з клубом «Тулуза». У Франції справи в норвежця пішли краще — він стабільно виходив в основному складі команді, згодом його контракт із клубом продовжили, і загалом за п'ять років у «Тулузі» лише в національному чемпіонаті він взяв участь у 157 матчах.
Втім влітку 2013 року його контракт з «Тулузою» не був подовжений і за декілька місяців він у статусі вільного агента уклав однорічну угоду з данським «Копенгагеном».
По завершенні контракту з «Копенгагеном» майже 8 місяців залишався без роботи, доки у лютому не працевлаштувався на батьківщині, уклавши контракт з «Волеренгою».

## Виступи за збірні

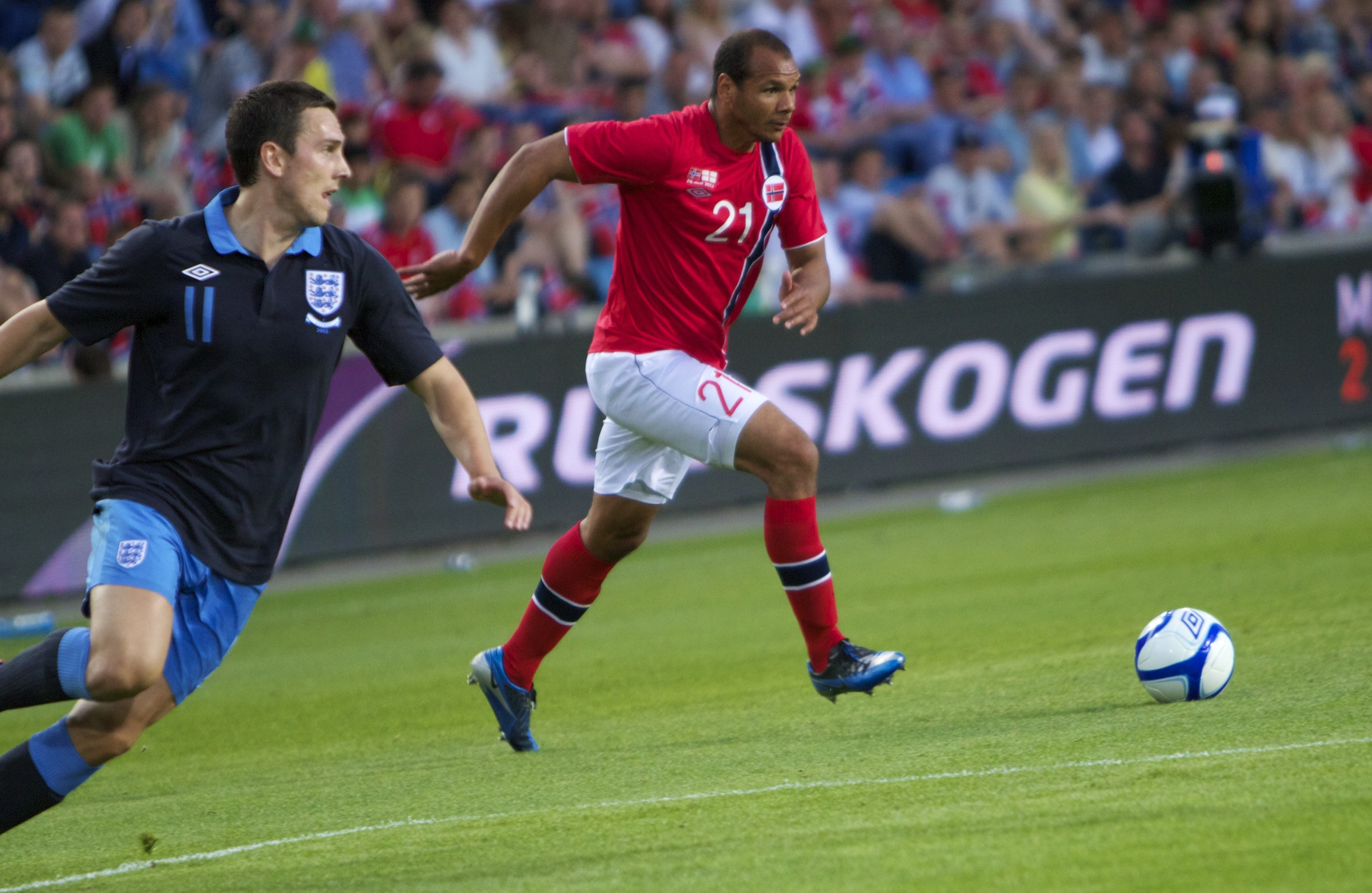
Бротен (праворуч) у грі за збірну у 2012 році.

2003 року залучався до складу молодіжної збірної Норвегії. На молодіжному рівні зіграв у 2 офіційних матчах.
22 січня 2004 року дебютував в офіційних матчах у складі національної збірної Норвегії у товариській грі проти збірної Швеції. Вже у своїй третій грі за збірну, також товариській, проти збірної Естонії, відкрив лік забитим за національну команду голам.
2009 року став володарем золотого годинника Норвезької футбольної асоціації, яким нагороджуються гравці, що провели 25 офіційних матчів за національну збірну країни. Наприкінці 2013 року провів свою 50-у гру у складі збірної Норвегії. Наразі відіграв у формі головної команди країни 52 матчі, забивши 4 голи.
| Дата       | Місто                    | Господарі            | Результат | Гості              | Турнір            | Голи | Примітки |
| ---------- | ------------------------ | -------------------- | --------- | ------------------ | ----------------- | ---- | -------- |
| 22/01/2004 | Гонконг                  | Швеція               | 0 – 3     | Норвегія           | товариський матч  | -    |          |
| 25/01/2004 | Гонконг                  | Гондурас             | 1 – 3     | Норвегія           | товариський матч  | -    |          |
| 20/04/2005 | Таллінн                  | Естонія              | 1 – 2     | Норвегія           | товариський матч  | 1    |          |
| 03/09/2005 | Цельє                    | Словенія             | 2 – 3     | Норвегія           | Відбір до ЧС 2006 | -    |          |
| 07/09/2005 | Осло                     | Норвегія             | 1 – 2     | Шотландія          | Відбір до ЧС 2006 | -    |          |
| 08/10/2005 | Осло                     | Норвегія             | 1 – 0     | Молдова            | Відбір до ЧС 2006 | -    |          |
| 12/11/2005 | Осло                     | Норвегія             | 0 – 1     | Чехія              | Відбір до ЧС 2006 | -    |          |
| 01/03/2006 | Дакар                    | Сенегал              | 2 – 1     | Норвегія           | товариський матч  | -    |          |
| 16/08/2006 | Осло                     | Норвегія             | 1 – 1     | Бразилія           | товариський матч  | -    |          |
| 02/09/2006 | Будапешт                 | Угорщина             | 1 – 4     | Норвегія           | Відбір до ЧЄ 2008 | -    |          |
| 07/10/2006 | Афіни                    | Греція               | 1 – 0     | Норвегія           | Відбір до ЧЄ 2008 | -    |          |
| 02/06/2007 | Осло                     | Норвегія             | 4 – 0     | Мальта             | Відбір до ЧЄ 2008 | -    |          |
| 06/06/2007 | Осло                     | Норвегія             | 4 – 0     | Угорщина           | Відбір до ЧЄ 2008 | 1    |          |
| 22/08/2007 | Осло                     | Норвегія             | 2 – 1     | Аргентина          | товариський матч  | -    |          |
| 17/10/2007 | Сараєво                  | Боснія і Герцеговина | 0 – 2     | Норвегія           | Відбір до ЧЄ 2008 | -    |          |
| 06/02/2008 | Рексем                   | Уельс                | 3 – 0     | Норвегія           | товариський матч  | -    |          |
| 11/10/2008 | Глазго                   | Шотландія            | 0 – 0     | Норвегія           | Відбір до ЧС 2010 | -    |          |
| 11/02/2009 | Дюссельдорф              | Німеччина            | 0 – 1     | Норвегія           | товариський матч  | -    |          |
| 28/03/2009 | Рустенбург               | ПАР                  | 2 – 1     | Норвегія           | товариський матч  | -    |          |
| 01/04/2009 | Осло                     | Норвегія             | 3 – 2     | Фінляндія          | товариський матч  | -    |          |
| 06/06/2009 | Скоп'є                   | Північна Македонія   | 0 – 0     | Норвегія           | Відбір до ЧС 2010 | -    |          |
| 10/06/2009 | Роттердам                | Нідерланди           | 2 – 0     | Норвегія           | Відбір до ЧС 2010 | -    |          |
| 09/09/2009 | Осло                     | Норвегія             | 2 – 1     | Північна Македонія | Відбір до ЧС 2010 | -    |          |
| 10/10/2009 | Осло                     | Норвегія             | 1 – 0     | ПАР                | товариський матч  | -    |          |
| 14/11/2009 | Женева                   | Швейцарія            | 0 – 1     | Норвегія           | товариський матч  | -    |          |
| 03/03/2010 | Жиліна                   | Словаччина           | 0 – 1     | Норвегія           | товариський матч  | -    |          |
| 12/10/2010 | Загреб                   | Хорватія             | 2 – 1     | Норвегія           | товариський матч  | -    |          |
| 26/03/2011 | Осло                     | Норвегія             | 1 – 1     | Данія              | Відбір до ЧЄ 2012 | -    |          |
| 04/06/2011 | Лісабон                  | Португалія           | 1 – 0     | Норвегія           | Відбір до ЧЄ 2012 | -    |          |
| 07/06/2011 | Осло                     | Норвегія             | 1 – 0     | Литва              | товариський матч  | -    |          |
| 02/09/2011 | Осло                     | Норвегія             | 1 – 0     | Ісландія           | Відбір до ЧЄ 2012 | -    |          |
| 06/09/2011 | Копенгаген               | Данія                | 2 – 0     | Норвегія           | Відбір до ЧЄ 2012 | -    |          |
| 12/11/2011 | Кардіфф                  | Уельс                | 4 – 1     | Норвегія           | товариський матч  | -    |          |
| 29/02/2012 | Белфаст                  | Північна Ірландія    | 0 – 3     | Норвегія           | товариський матч  | -    |          |
| 26/05/2012 | Осло                     | Норвегія             | 0 – 1     | Англія             | товариський матч  | -    |          |
| 02/06/2012 | Осло                     | Норвегія             | 1 – 1     | Хорватія           | товариський матч  | -    |          |
| 15/08/2012 | Осло                     | Норвегія             | 2 – 3     | Греція             | товариський матч  | -    |          |
| 07/09/2012 | Рейк'явік                | Ісландія             | 2 – 0     | Норвегія           | Відбір до ЧС 2014 | -    |          |
| 11/09/2012 | Осло                     | Норвегія             | 2 – 1     | Словенія           | Відбір до ЧС 2014 | -    |          |
| 12/10/2012 | Берн                     | Швейцарія            | 1 – 1     | Норвегія           | Відбір до ЧС 2014 | -    |          |
| 16/10/2012 | Ларнака                  | Кіпр                 | 1 – 3     | Норвегія           | Відбір до ЧС 2014 | -    |          |
| 14/11/2012 | Будапешт                 | Угорщина             | 0 – 2     | Норвегія           | товариський матч  | -    |          |
| 07/02/2013 | Севілья                  | Україна              | 2 – 0     | Норвегія           | товариський матч  | -    |          |
| 07/06/2013 | Тирана                   | Албанія              | 1 – 1     | Норвегія           | Відбір до ЧС 2014 | -    |          |
| 11/06/2013 | Осло                     | Норвегія             | 2 – 0     | Північна Македонія | товариський матч  | 1    |          |
| 14/08/2013 | Стокгольм                | Швеція               | 4 – 2     | Норвегія           | товариський матч  | -    |          |
| 06/09/2013 | Осло                     | Норвегія             | 2 – 0     | Кіпр               | Відбір до ЧС 2014 | -    |          |
| 10/09/2013 | Осло                     | Норвегія             | 0 – 2     | Швейцарія          | Відбір до ЧС 2014 | -    |          |
| 11/10/2013 | Марибор                  | Словенія             | 3 – 0     | Норвегія           | Відбір до ЧС 2014 | -    |          |
| 15/10/2013 | Осло                     | Норвегія             | 1 – 1     | Ісландія           | Відбір до ЧС 2014 | 1    |          |
| 05/03/2014 | Прага                    | Чехія                | 2 – 2     | Норвегія           | товариський матч  | -    |          |
| 27/05/2014 | Сен-Дені (Сена-Сен-Дені) | Франція              | 4 – 0     | Норвегія           | товариський матч  | -    |          |
| Усього     |                          | Матчів               | 52        |                    | Голів             | 4    |          |

## Титули і досягнення
- Чемпіон Норвегії (2):

«Русенборг»:  2004, 2006